# Overheard (film)
Série
Overheard 2
(2011)
Pour plus de détails, voir Fiche technique et Distribution.
Overheard (竊聽風雲, Sit ting fung wan) est un thriller hongkongais écrit et réalisé par Alan Mak et Felix Chong et sorti en 2009 à Hong Kong.
Il suit l'histoire d'un trio de policiers chargé de la surveillance d'une compagnie publique. Sa suite, Overheard 2, sort en 2011.

## Synopsis
En tant que place financière majeure dans le monde, Hong Kong attire non seulement des capitaux, mais également tous ceux qui tentent de manipuler le marché. Au bureau de la criminalité commerciale de la police de Hong Kong, une opération d'infiltration dans une société de négoce, Feng Hua International, est en cours, et le principal suspect est un homme, surnommé le « Patron ». L'équipe d'officiers du Bureau de renseignements criminels (CIB), dirigée par l'inspecteur Leung (Lau Ching-wan), en collaboration avec Yeung (Louis Koo) et Lam (Daniel Wu), installe des dispositifs pirates pour surveiller les communications de l'entreprise. Yeung est un homme de famille, a une femme, une fille et un fils qui souffre d’une maladie grave et a besoin d’une attention constante, tandis que Lam, un nouveau jeune membre de l’équipe, doit se marier à la fille d’un homme riche. Leung est un officier expérimenté et calme qui entretient une liaison avec Mandy (Zhang Jingchu), qui se trouve être la femme de son ami Lee (Alex Fong (en)).
Une nuit, alors qu’ils écoutent une conversation entre le directeur de la société et sa secrétaire, Yeung et Lam entendent dire que le cours de l’action augmentera dès l’ouverture de la bourse demain matin. Yeung demande à Lam de supprimer cette partie de l'enregistrement afin qu'ils puissent en tirer discrètement parti. Le lendemain, Lam ouvre un compte dans une maison de courtage mais est découvert par Leung. Cependant, Lam a déjà investi dans l'action grâce à un prêt à long terme. Le titre monte rapidement, mais avant que le trio ne réussisse à vendre, l'activité de la bourse est suspendue en raison d’une action inhabituelle.
De retour au centre d'opération, les trois découvrent un complot visant à assassiner le directeur par un dispositif d'écoute installé sans mandat. Signaler ces renseignements les confronterait à ces représailles de leur hiérarchie, et Lam prie Leung de ne rien dire. Après avoir réfléchi à la question, Leung décide plutôt d'empêcher le meurtre par eux-mêmes. Ils tendent une embuscade au meurtrier alors qu'il gave de force le directeur inconscient avec des pilules pour simuler une scène de suicide. Le visage de Leung est cependant brièvement aperçu par la petite amie du directeur. En le revoyant avec Yeung et Lam à la gare après avoir vendu leurs actions d'une valeur de 15 millions $, elle appelle les hommes du « Patron », ce qui lui permet de les retrouver, de se venger et d'organiser la mort de Leung, Lam, Yeung et de leurs familles. En raison de la compassion de Leung pour les erreurs de ses subordonnés et de sa réticence à les dénoncer et à demander de l'aide au reste de la police, il est incapable d'empêcher leurs morts. Face à la culpabilité, Leung se rend aux hommes de main du « Patron », et Wah, son subordonné, l'enterre apparemment vivant dans une tombe anonyme, surveillée par le « Patron ».
Un an plus tard, le « Patron » prononce un discours lors d'une réception caritative. Mais pendant le récital, une vidéo est diffusée à l'écran et montre à toute la pièce les relations secrète du « Patron » d'hier matin. Entouré par la police et les responsables de la Commission indépendante contre la corruption, il tente de couper l'alimentation vidéo mais est arrêté et placé en détention par Leung, en fait toujours vivant. Il est révélé que celui-ci avait acheté Wah en lui promettant la totalité des 15 millions $ en échange de ne pas le tuer avant l'« exécution » de Leung. Wah agit depuis comme agent de Leung pour faire tomber le « Patron ». Alors que la police l'emmène, la camionnette le transportant s'écarte de la route prévue et le chauffeur se révèle être Yeung, l'unique survivant de la tentative d'assassinat de lui et de sa famille. Yeung conduit le « Patron » sur un pont inachevé près du port pour le tuer en maquillant la scène en suicide, tandis que Leung regarde tristement la scène et se souvient des moments heureux avec ses deux subordonnés.

## Fiche technique
- Titre original : 竊聽風雲
- Titre international : Overheard
- Réalisation : Alan Mak et Felix Chong
- Scénario : Alan Mak et Felix Chong
- Photographie : Anthony Pun
- Montage : Kwong Chi-leung et Chan Chi-wai
- Musique : Chan Kwong-wing
- Production : Henry Fong et Derek Yee
- Société de production : Sil-Metropole Organisation, Pop Movies et Polybona Films
- Société de distribution : Distribution Workshop
- Pays d'origine :  Hong Kong
- Langue originale : cantonais et anglais
- Format : couleur
- Genre : thriller
- Durée : 99 minutes
- Dates de sortie :
  -  Chine : 24 juillet 2009[2]
  -  Hong Kong,  Singapour et  Malaisie : 30 juillet 2009
  -  Taïwan : 4 septembre 2009
  -  Japon : 18 août 2012

## Distribution
- Lau Ching-wan : Johnny Leung
- Louis Koo : Gene Yeung
- Daniel Wu : Max Lam
- Zhang Jingchu : Mandy Yam
- Alex Fong (en) : Kelvin Lee
- Dominic Lam (en) : Frankie Wong
- Waise Lee : Ringo Low
- Michael Wong : Willie Ma

## Production
Overheard est écrit et réalisé par Alan Mak et Felix Chong, les auteurs de la trilogie Infernal Affairs. Le film est produit par Sil-Metropole Organisation et Pop Movies, la société de production derrière leur précédent film, Lady Cop & Papa Crook. Il est produit par Derek Yee, qui avait déjà travaillé avec les acteurs principaux du film Lau Ching-wan, Louis Koo et Daniel Wu. Yee décrit le film comme une « distribution d'ensemble », car il était difficile de faire travailler ensemble les trois acteurs sur un même film. Avant le début du tournage, Daniel Wu organise une fête chez lui avec le reste des acteurs principaux, afin qu'ils puissent créer une alchimie entre eux à l'avance.
Le film marque également la neuvième collaboration entre les acteurs Lau Ching-wan et Louis Koo. Lorsque les réalisateurs l'ont abordé pour la première fois avec le scénario, Koo a pensé qu'ils lui jouaient un tour, son personnage étant beaucoup plus âgé que celui de Lau. Pour se préparer au rôle, il a dû se maquiller, prendre 15 kg et changer de coiffure.
Une partie importante du film montre l’utilisation de casques audio, dont : 2 ATH-PRO700 d'Audio-Technica, un ST-PR300 de TDK et un HQ 1400 de Creative Technology.

## Promotion
L'affiche du film montre une oreille coupée sur un piège à souris. Selon les réalisateurs Alan Mak et Felix Chong, cette image reflète l'obscurité dont l'âme humaine est capable.

## Récompenses
- 16e cérémonie des Hong Kong Film Critics Society Awards : Meilleurs réalisateurs et Film of Merit
- 29e cérémonie des Hong Kong Film Awards : Meilleur montage